# Caratão
Caratão é uma aldeia na antiga Freguesia de Mação, no Município de Mação, distrito de  Santarém em Portugal. As aldeias mais próximas são a de Santos e a de Casas da Ribeira.

## Etimologia
O nome Caratão, provém do nome Karat, uma antiga medida da pureza do ouro que provém do Francês médio (carat), que por sua vez vem do Italiano carato, que veio do Árabe qīrāṭ (قيراط), que derivou do Grego kerátion (κεράτιον). O nome está também intimamente relacionado com a aldeia de Pedrouzos, em Melide, nome que vem de pedra ou mina de minério, ao qual estão associadas lendas sobre ouro, como acontece com Caratão.

## Geografia

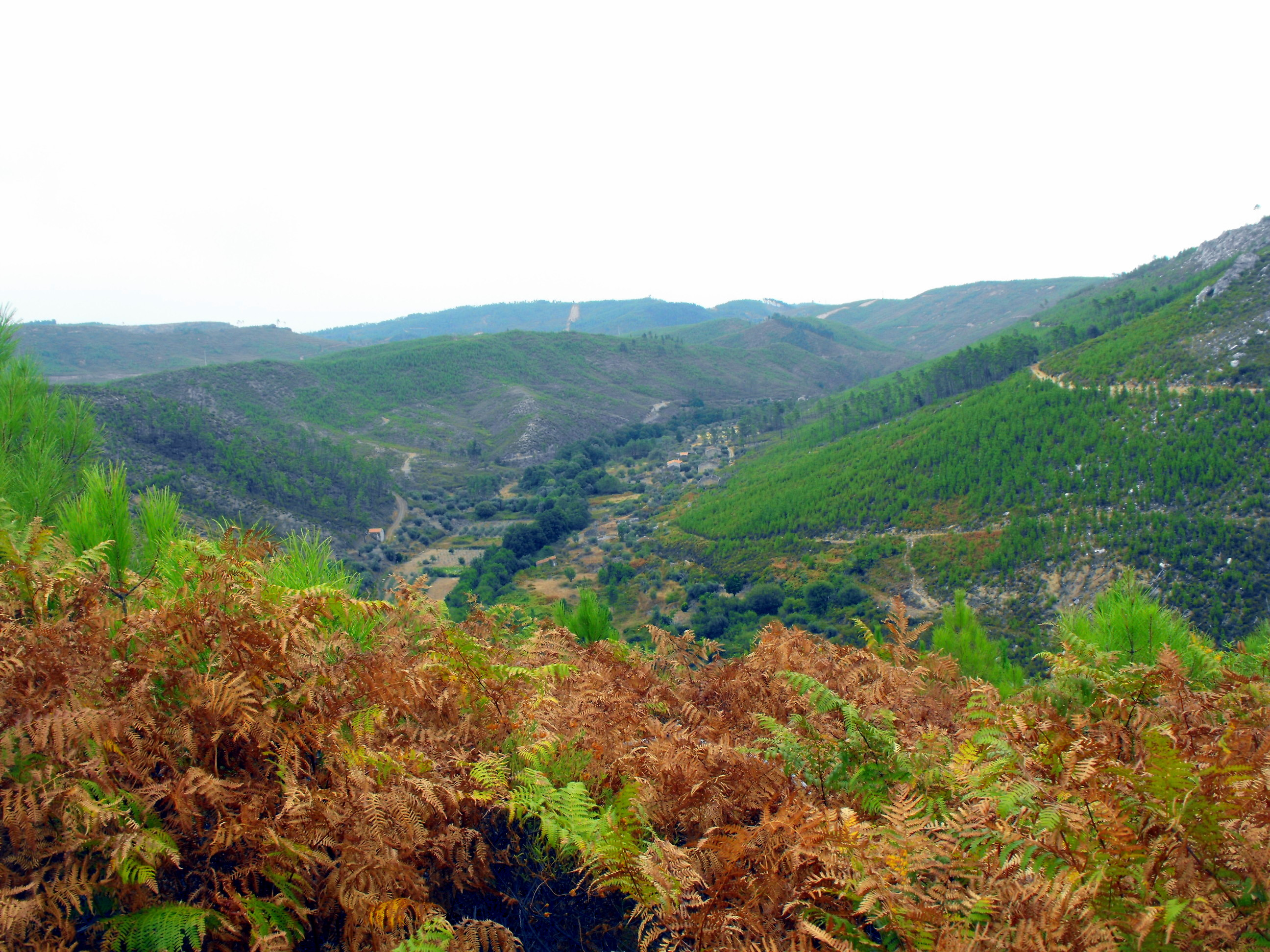
Aldeia abandonada do Aziral

A aldeia do Caratão localiza-se na freguesia de Mação, município de Mação, distrito de Santarém, antiga província da Beira Baixa. Encravada num vale e perto da serra do Bando dos Santos, tem uma população cerca de 25 pessoas.

### Aldeia do Aziral
A aldeia do Aziral é uma aldeia abandonada no vale do Aziral, nas próximidades do Caratão. A aldeia é um aglomerado descentralizado, composto por antigas casas de actuais moradores no Caratão e de alguns palheiros para armazenamento de produtos agrícolas e silvícolas. A aldeia é atravessada por uma ribeira e apenas possui uma ponte.

## História

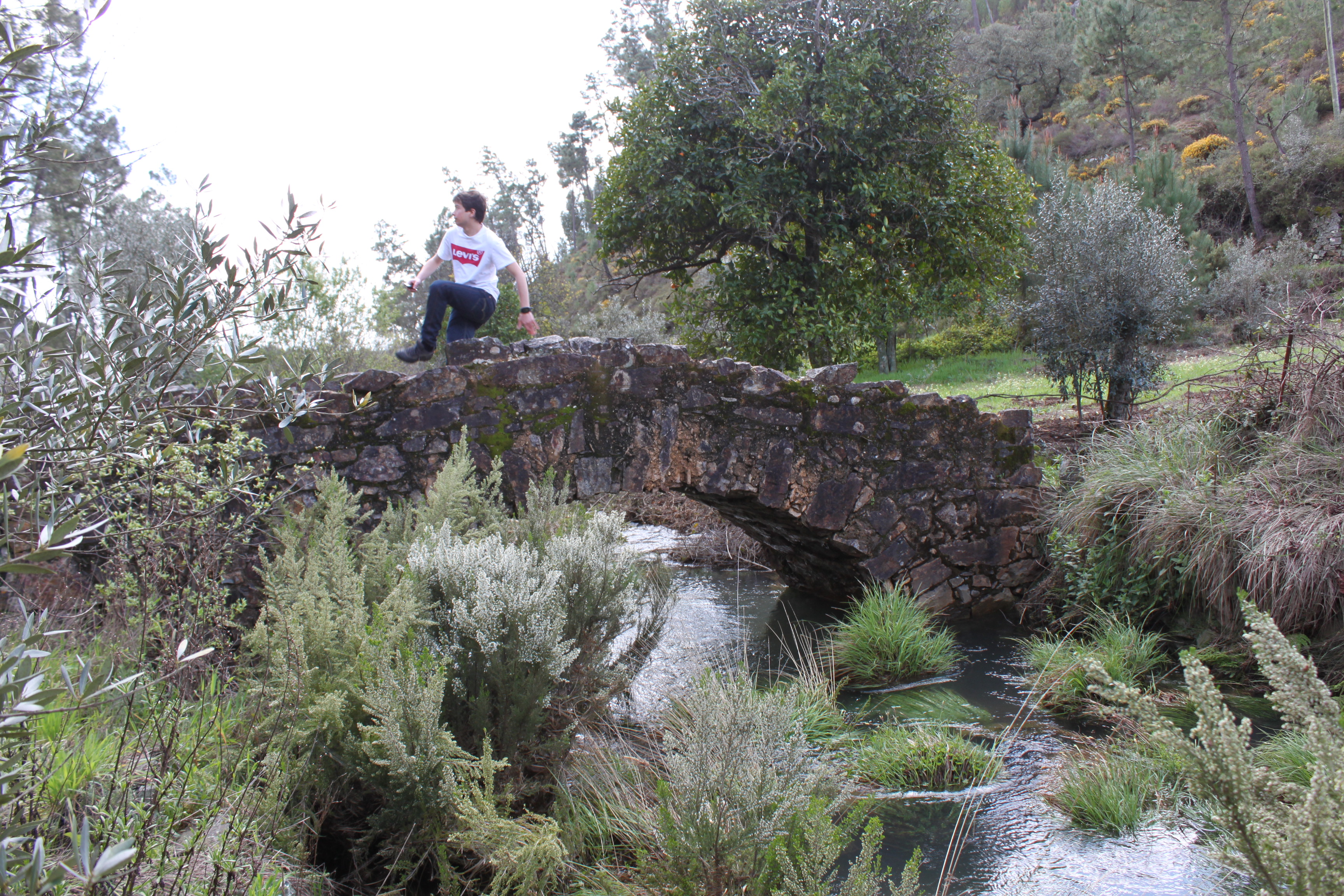
Ponte de Estilo Romano perto de Caratão.

Já existe indicios da povoação da localidade do Caratão e dos seus arredores desde os tempos pré-históricos. O Castelo Velho do Caratão corresponde a um castro defensivo do Neolítico, domínado pelos povos que ocuparam a região, nomeadamente pelos romanos até ao século I., Visigodos e Mouros, até que D. Afonso Henriques doou-o aos Templários em 1160 onde seria edificado um castelo Medieval, o que nunca chegou a acontecer. Está estrategicamente situado, a 250 metros de altura, e apresenta uma vista deslumbrante sobre a paisagem. Neste local, foram encontrados vários objectos metálicos e algumas peças de ourivesaria. Está classificado como Imóvel de Interesse Público.[carece de fontes?]
Mais recentemente o grande êxodo rural e a imigração para as ex-colónias e França, na década de 1960 contribuiu para a despovoação da aldeia que passou de 201 habitantes em 1940 para cerca de 25 em 2011. Os incêndios florestais têm sido um grande problema no concelho e chegaram a afectar seriamente a aldeia, tendo sido o seu pico em 2003 .

## Património
- Associação Cultural e Recreatiava do Caratão (Casa do Povo)
- Igreja
- Fontanário
- Lagar (AAFAC - Associação Agrícola, Florestal e Ambiental Caratonense)

### Castelo Velho do Caratão

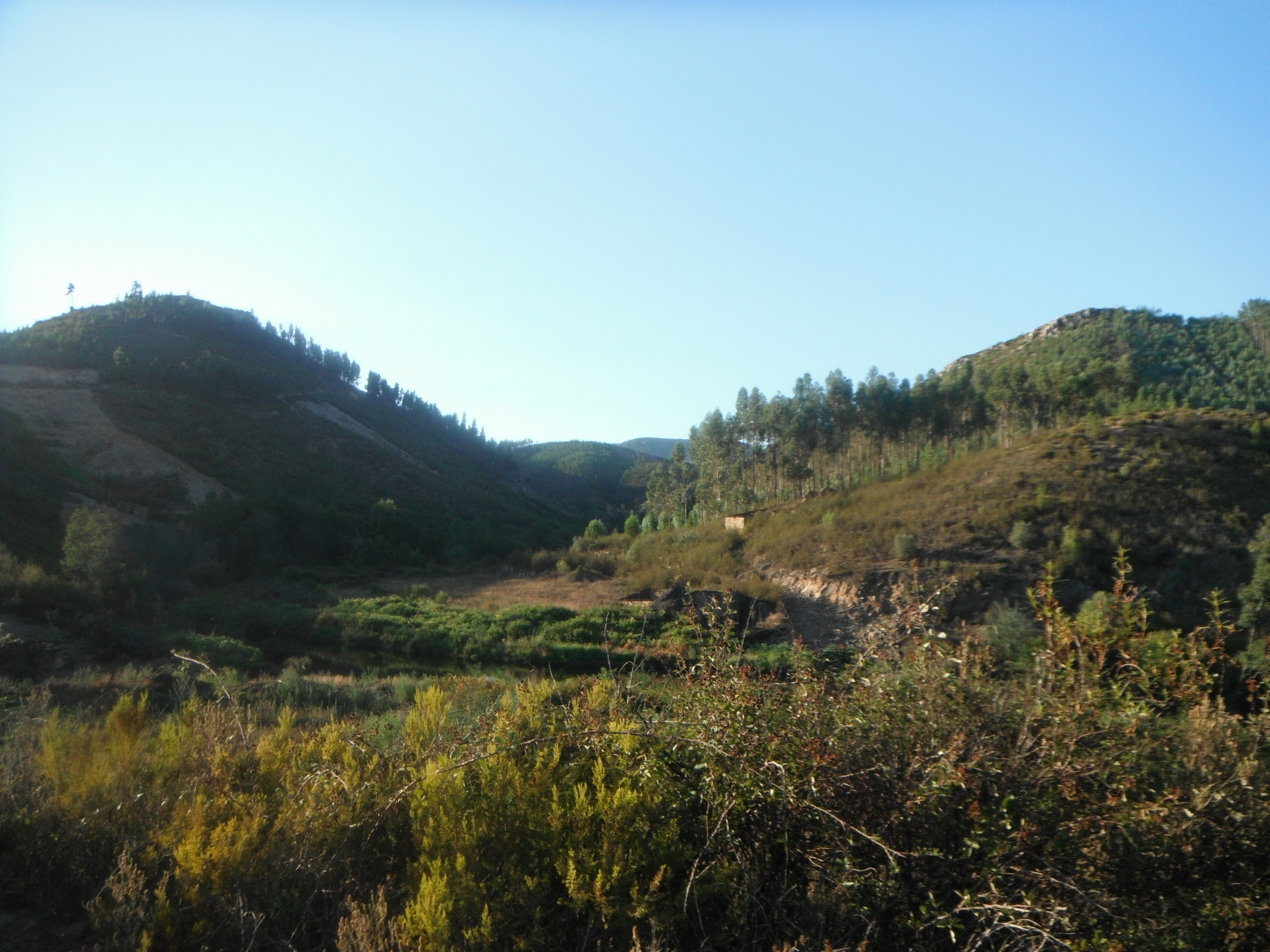
Castelo do Caratão, á esquerda coberto por vegetação.

Situado no topo do monte que lhe deu nome, o "Castelo Velho", ou "Castelo Velho do Caratão", como é localmente mais conhecido, encontra-se estrategicamente implantado, sobranceiro às ribeiras de Eiras, do Aziral e do Caratão, a cerca de duzentos e cinquenta metros de altitude, com um forte domínio visual sobre a paisagem envolvente, tendo sido originalmente dotado de um sistema defensivo, do qual resta apenas um troço de muralhado.
Foi em meados dos anos de 1940 que o sítio foi identificado por João Calado Rodrigues, encontrando, entre outros, vários elementos de moagem, machados, artefactos de bronze e diversos fragmentos cerâmicos, aos quais se acrescentaram outros objectos recolhidos no local já na década de 60, até que os anos 80 permitiram a realização dos primeiros trabalhos arqueológicos (Cf. PEREIRA, M. A. H., 1970). De entre o espólio exumado, será de realçar um elemento de foice e duas enxós de xisto, a par de um número considerável de objectos metálicos, como um escopro, alfinetes e agulhas, assim como adagas, pontas de seta e lâminas de espada, para além de exemplares de ourivesaria; numa comprovação indirecta de parte substancial das actividades preponderantes no povoado durante a sua utilização em plena Proto-História. Muitos destes artefactos podem ser vistos no Museu de Arte Pré-Histórica e do Sagrado do Vale do Tejo, em Mação.

## Cultura e folclore

### Tradições
Existem pelo menos duas grandes festas na aldeia do Caratão promovidas pela Associação Recreatiava e cultural do Caratão, sendo uma delas por volta da altura da Páscoa e a outra normalmente no início do mês de Agosto.
A tradicional festa de Agosto costuma ter mais afluência, sendo também acompanhada por uma procissão.

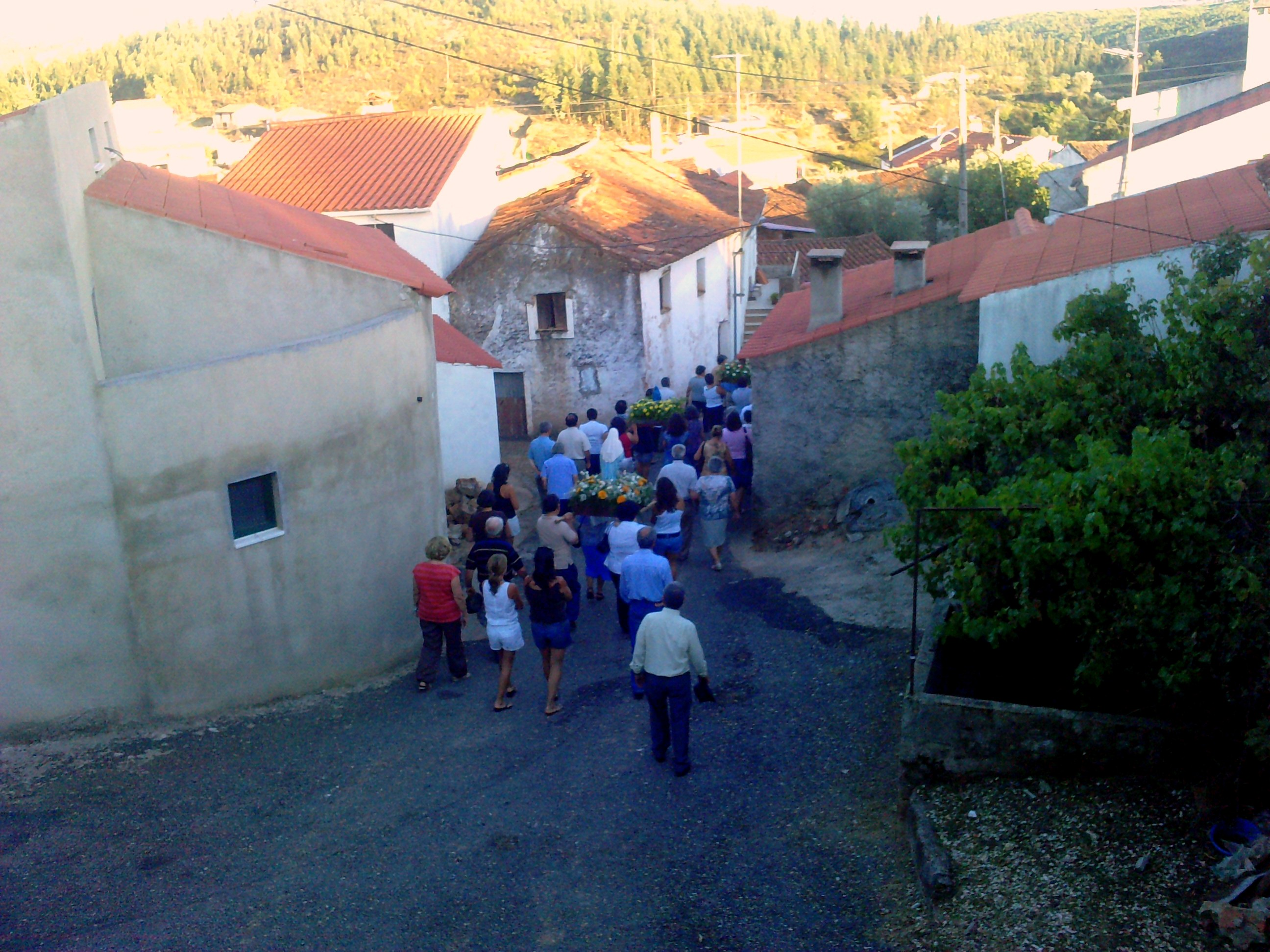
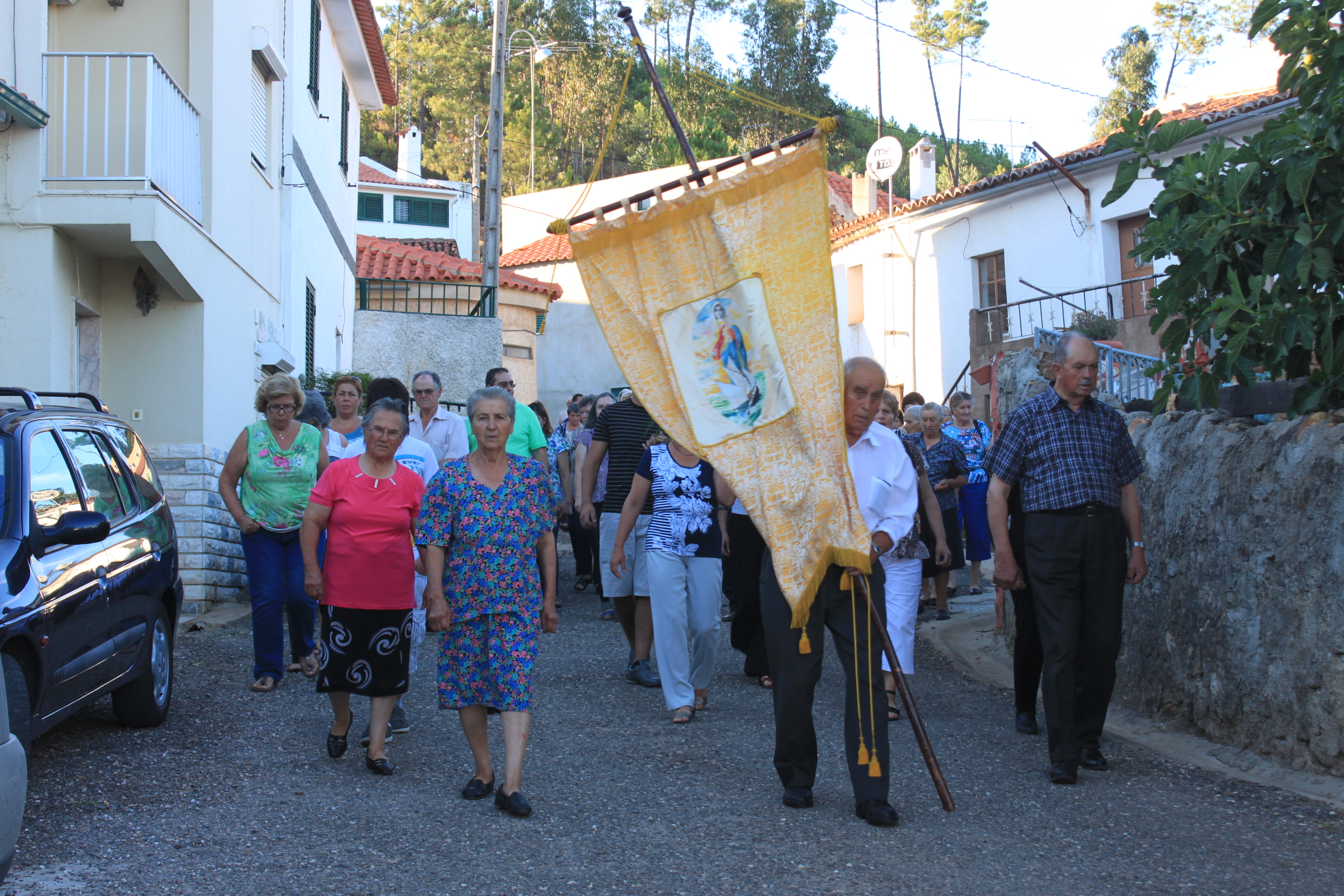
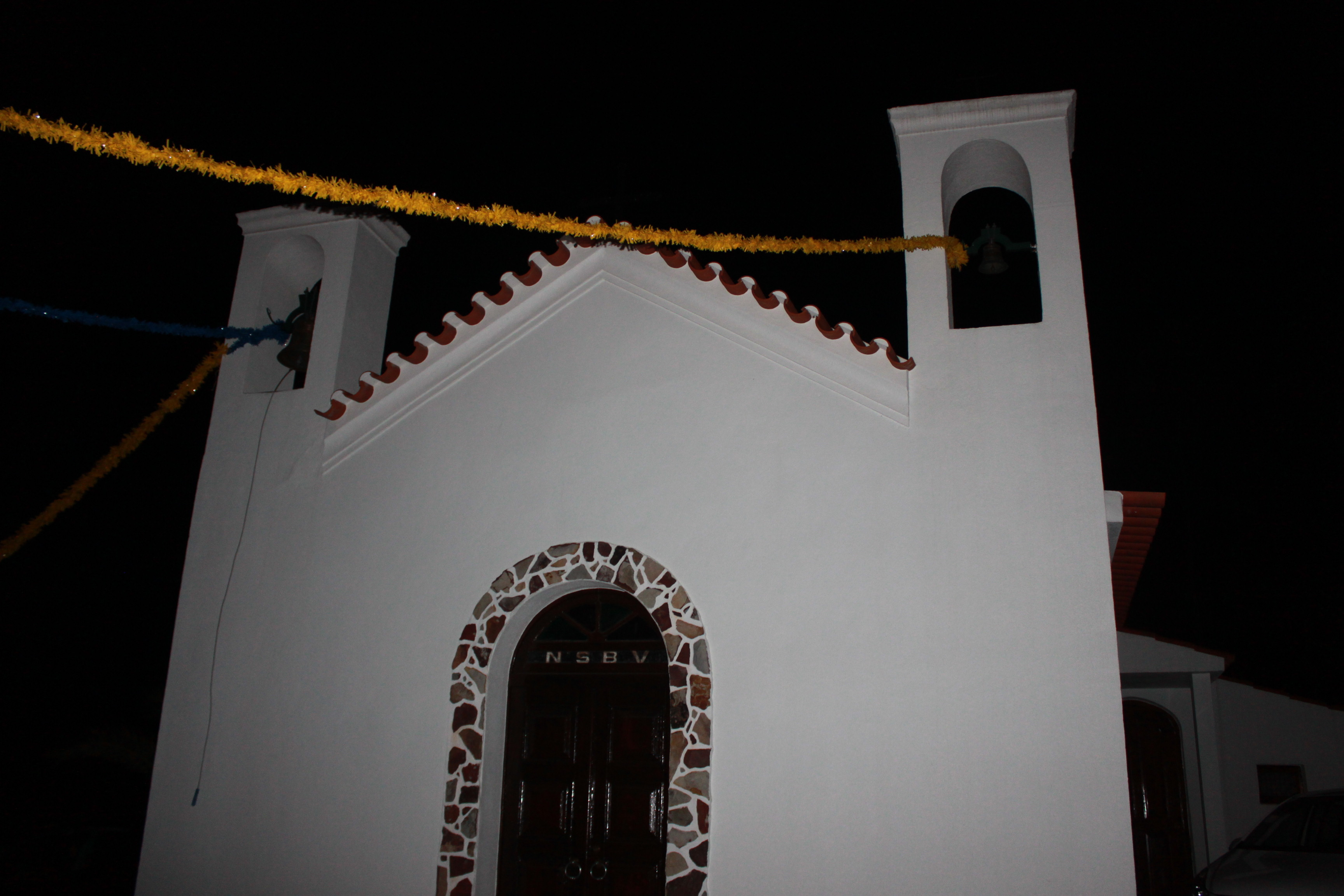

### Lendas
Próximas da aldeia existem muitas pedras todas de forma oval, algumas já sobrepostas, como que o início da construção de um arco.
Depois de dois montes percorridos, entre os quais corre uma ribeira, encontram-se também pedras da mesma forma e também postas do mesmo modo como que querendo edificar um arco.
Segundo a lenda, aquelas pedras eram para fazer uma ponte numa noite, pelos Mouros.
Na noite marcada, ocorreram nevoeiros e, quando se pode construir a ponte, fez-se imediatamente de dia. Como estava previsto edificar a ponte naquela noite, não a fizeram. Algumas dessas pedras estão a ser vendidas para calcetar estradas.
Pensa-se que algumas daquelas pedras foram tiradas duma mina, que existia naquele lugar, de algum minério, e, onde existe a lagoa, diz-se que também há um capote, um carneiro e uma candeia, tudo de ouro.
Houve um homem que deu uma esmola a um mouro e este lhe disse onde se encontrava o capote, mas ele não poderia dizê-lo a ninguém. Próximo do local, e quando já via o capote, encontrou um amigo que lhe procurou onde ia; o homem disse que ia buscar o capote de ouro, mas nesse instante deixou de o ver.

Outra das lendas é a da Lenda da Parteira do Caratão, interligada com Lenda da Parteira de Pedrouzos Melide na Galiza, onde em ambas as lendas a parteira foi assistir uma moira cujo marido, o mouro, a obrigou a lavar os olhos com um líquido para que se, por acaso, se encontrassem futuramente, ela nunca o pudesse reconhecer. Ora, como seria de esperar, a parteira era muito esperta e fingindo lavar os dois apenas lavou um dos olhos. O que vai levar ao reconhecimento posterior do mouro, numa feira, que ao sentir-se reconhecido arranca à parteira, com uma faca, o olho em questão.
"Entre Bandos e rebandos, e os dois Caratões ambos, e a Rua da Amieira, e o penedo do Aivado, há oiro arraiado, que chega ao ferro do arado". Assim reza a popular lenda do Caratão, aliás muito conhecida em todo o concelho de Mação, nesta versão, ou naquela outra que diz: "Entre Bandos e Rebandos, e os dois Caratões ambos, e a ponte do Cadouro, há um mineral de ouro". - Autor desconhecido.

## Galeria

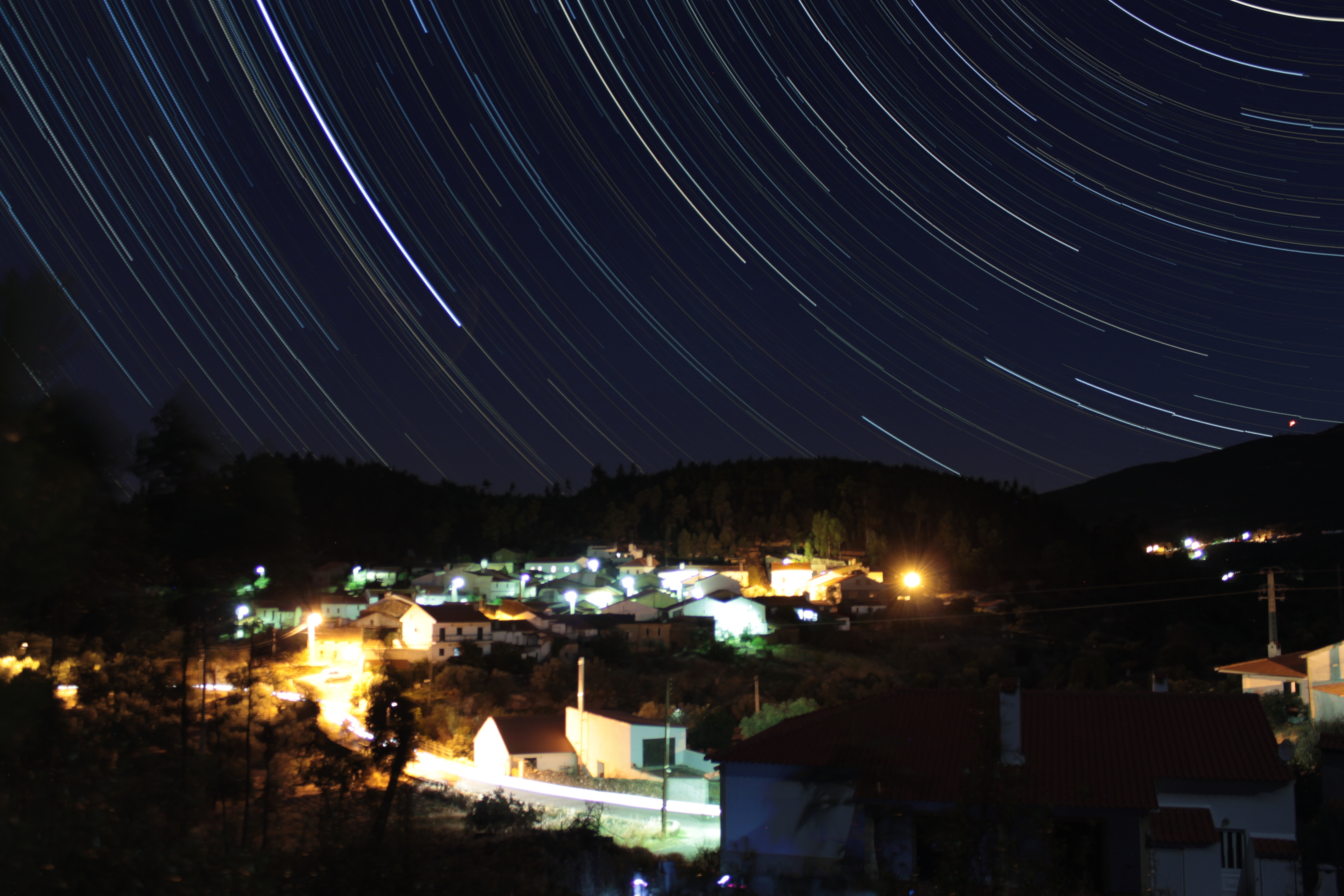
Star Trail
Perspectiva a partir do Outeiro Agudo

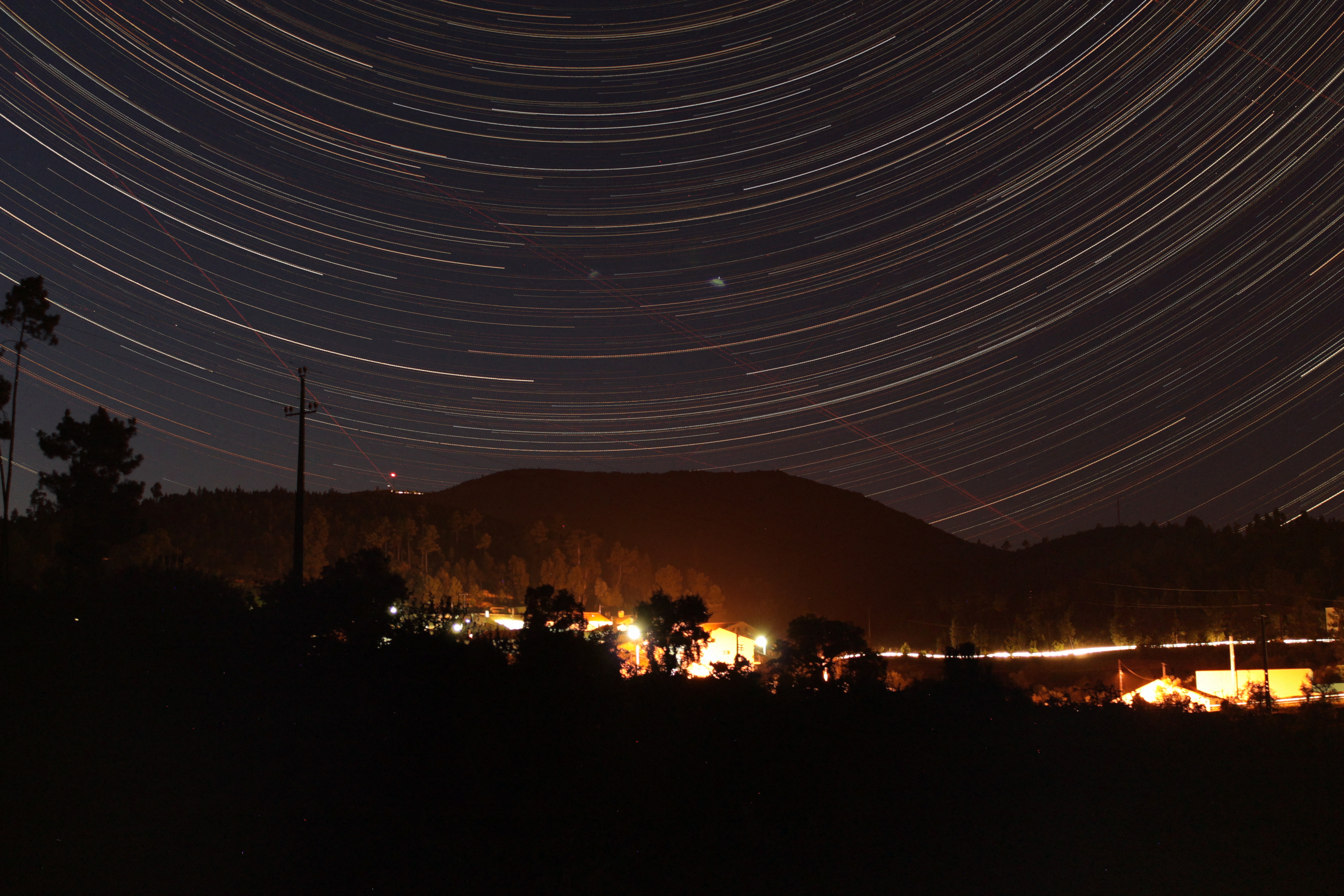
Star Trail
Perspectiva a partir do trilho da Horta da Fonte

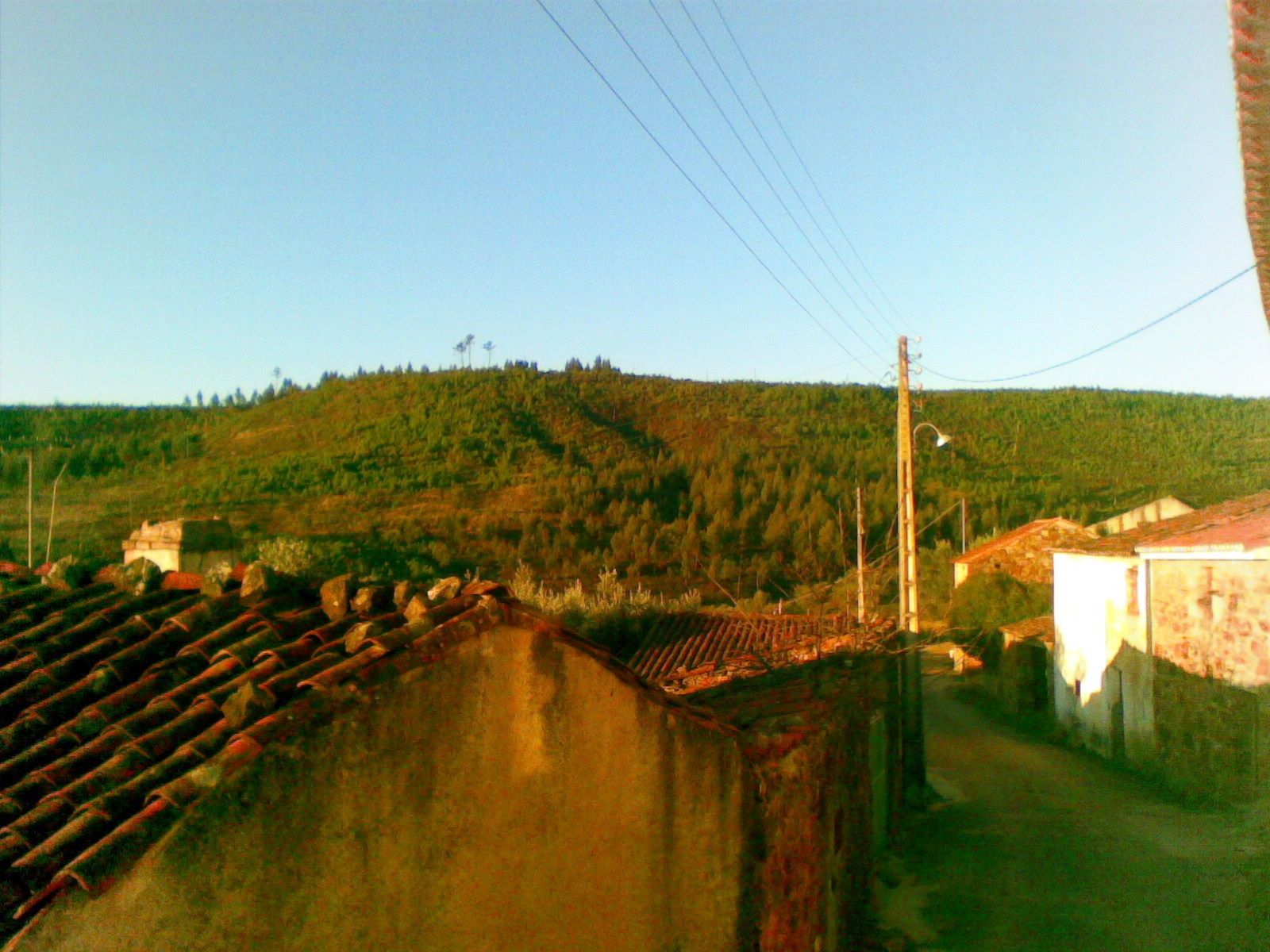
Amanhecer na aldeia do Caratão.
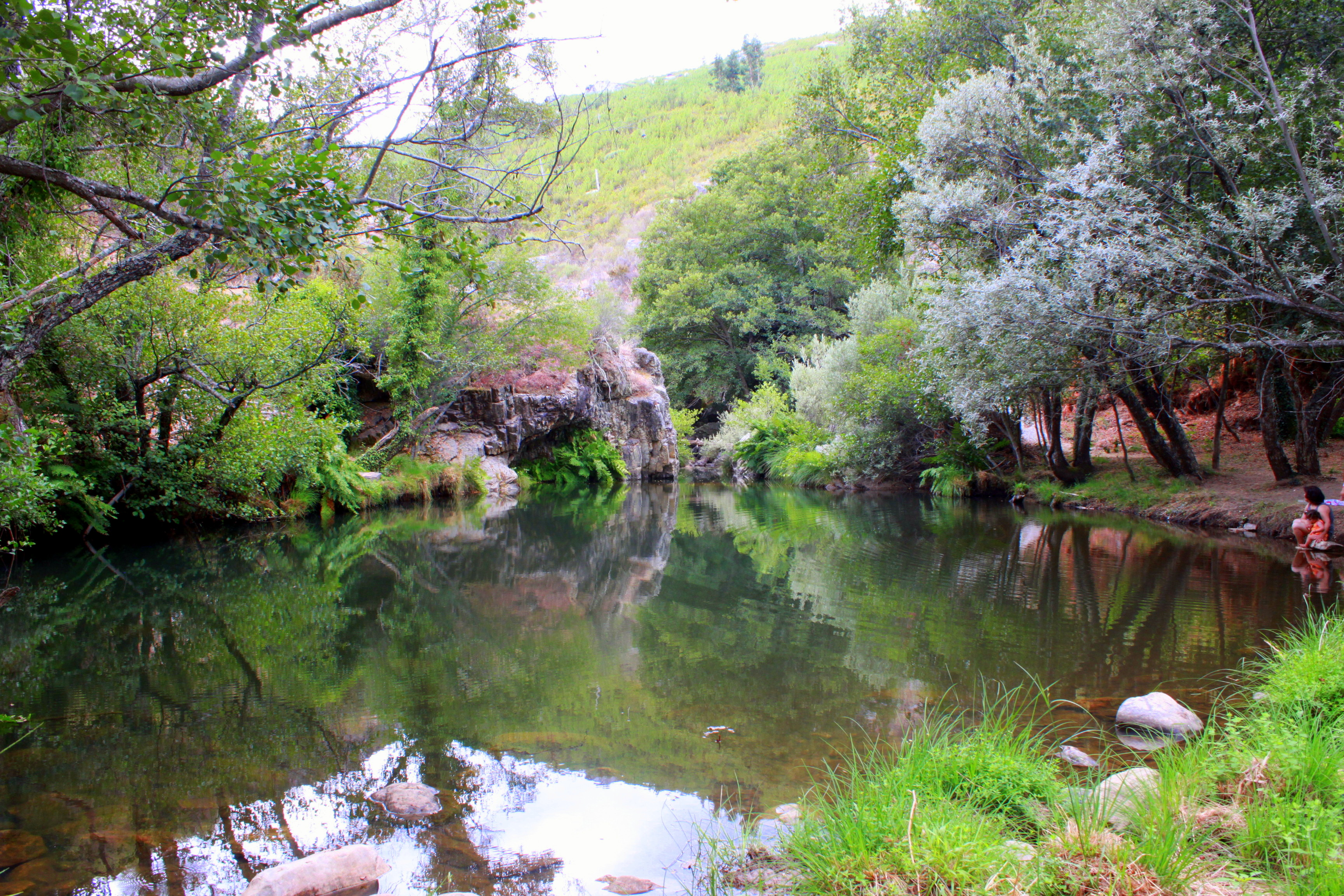
"Pego da Várzea do Mestre, também conhecido por Pego do tio Morena" afluente da Ribeira de Eiras.
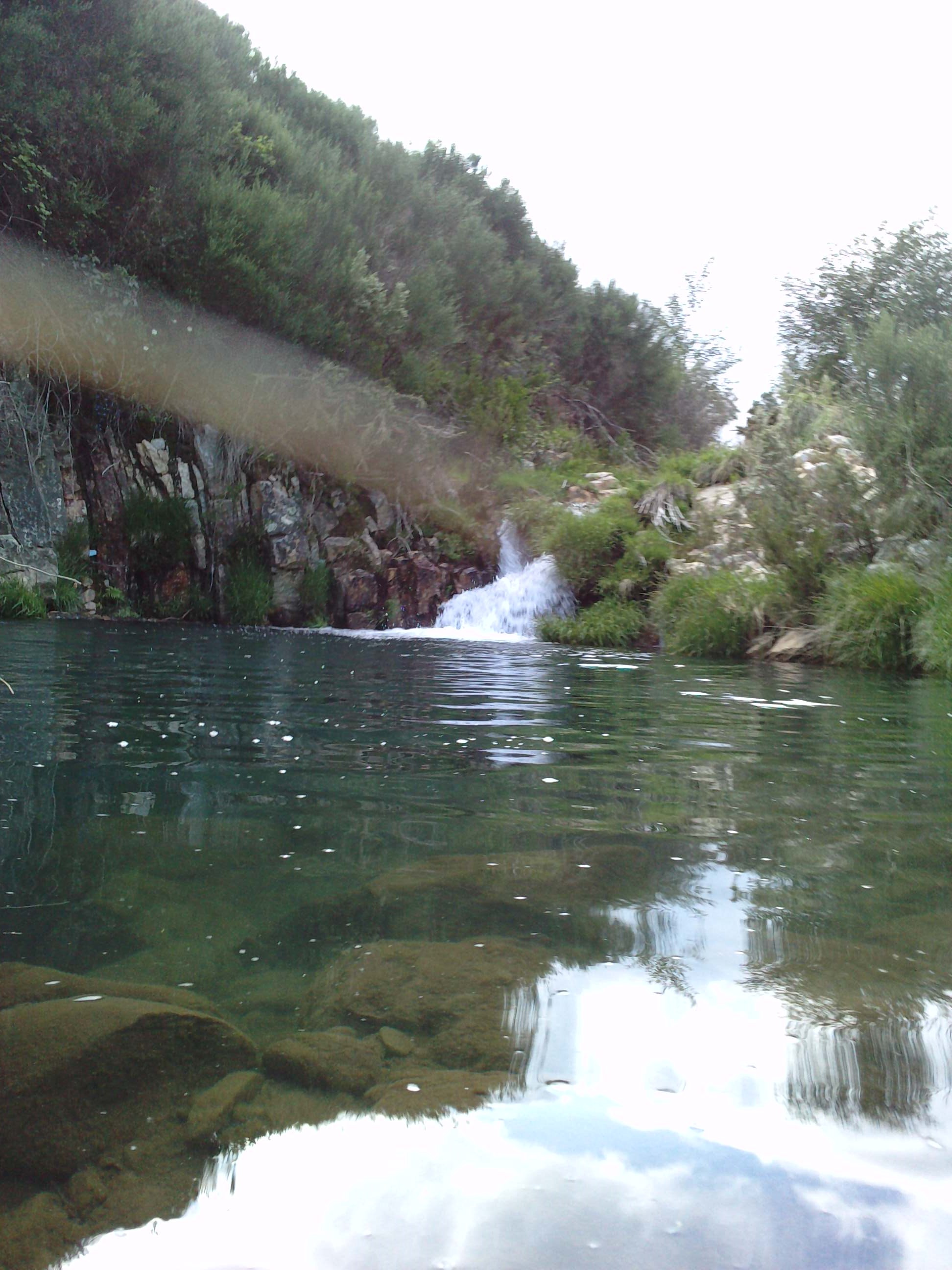
"Pego da Várzea Longa"
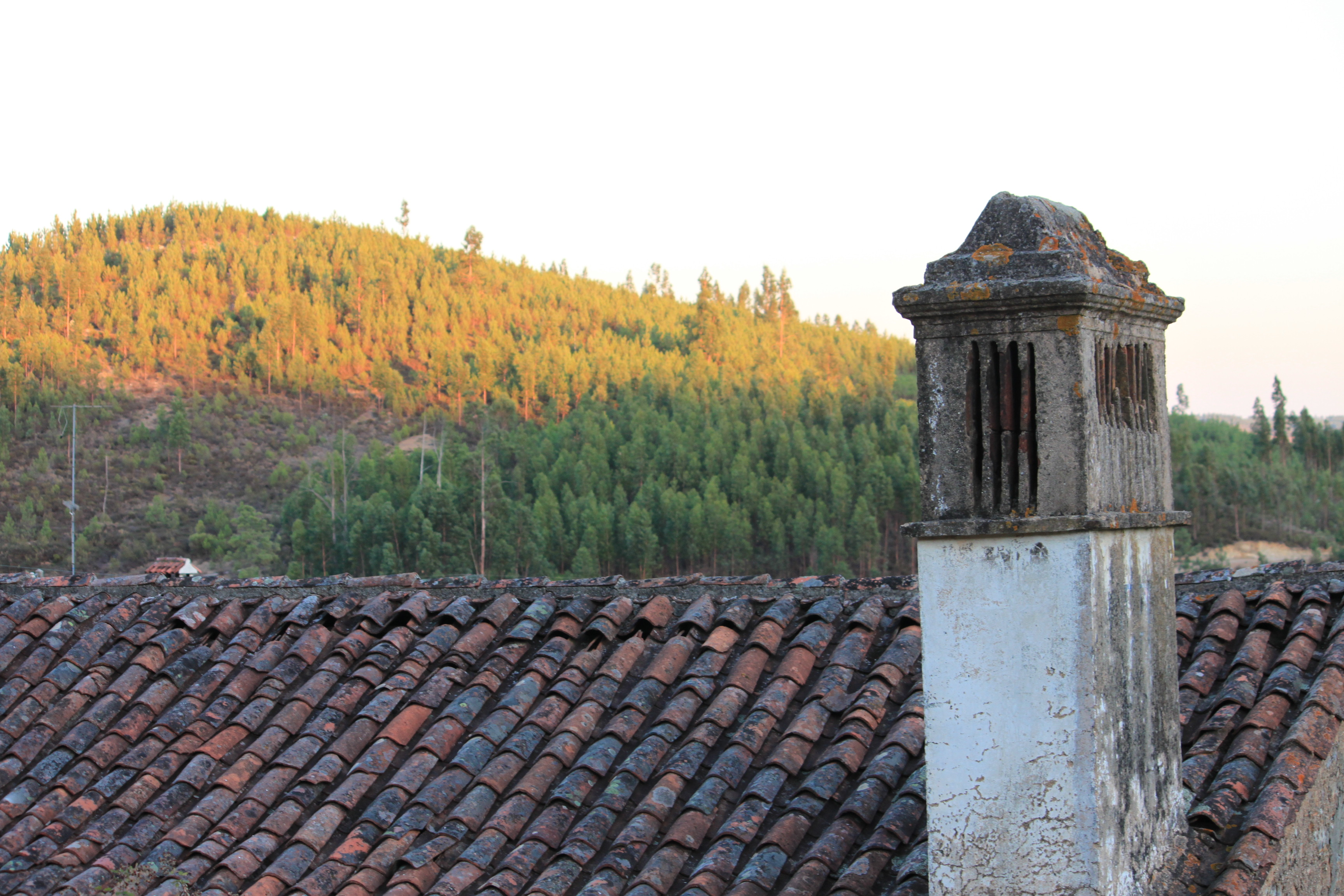
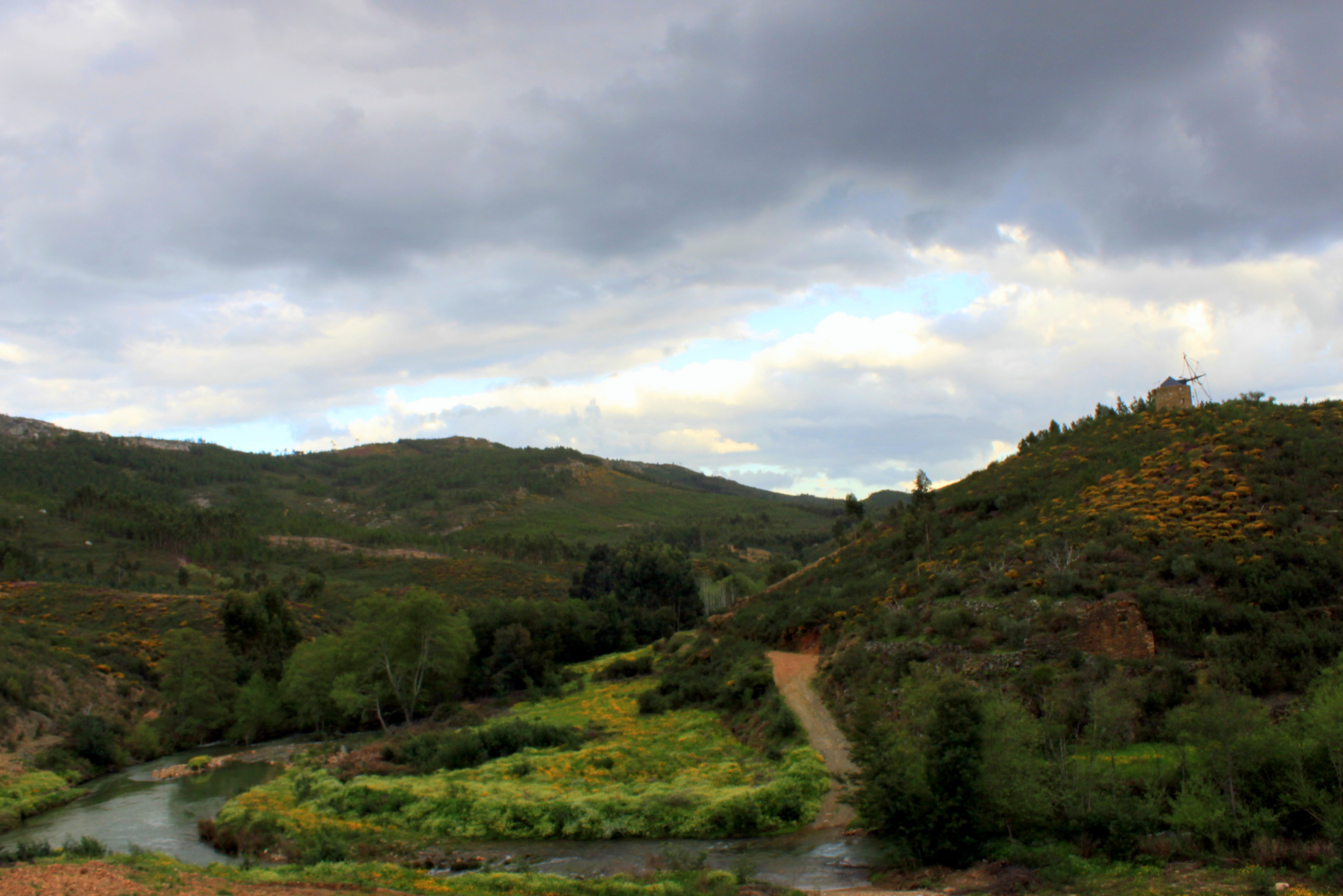
Moínho na Fadagosa, perto do Caratão.